# Madonna Greca (Ravenna)
La Madonna Greca è un'immagine sacra della Vergine orante custodita nella Basilica di Santa Maria in Porto a Ravenna. È anche la patrona della città di Ravenna, dell'Arcidiocesi di Ravenna-Cervia e del Vicariato del Mare.
Si tratta di un bassorilievo bizantino scolpito in marmo pario, risalente a un'età anteriore al Concilio di Efeso (431).

## Storia
Secondo la tradizione, l'immagine giunse a Ravenna miracolosamente da Costantinopoli nel 1100, il giorno della Domenica in albis. Fu rinvenuta sulla spiaggia dai monaci di Santa Maria in Porto.
Secondo molti commentatori della Divina Commedia, Dante Alighieri si riferirebbe alla chiesa di Santa Maria in Porto nel XXI Canto del Paradiso quando usa l'espressione «la casa di Nostra donna in sul lito Adriano». Un'altra ipotesi accreditata tra i dantisti è che in quei versetti il Sommo Poeta si riferisca invece all'Abbazia di Pomposa, mentre per altri ancora la chiesa citata da Dante sarebbe quella di Santa Maria di Portonovo, nei dintorni di Ancona.
La Madonna Greca fu conservata nella chiesa di Porto Fuori fino al 1503, quando i monaci dovettero trasferirsi dentro le mura di Ravenna. In quell'anno l'immagine fu sistemata in una cappella all'interno del nuovo chiostro. Papa Giulio II, ospite dei monaci ravennati nel 1511 durante il suo viaggio in Romagna, promosse la costruzione di una nuova chiesa intitolata alla sacra immagine: la Basilica di Santa Maria in Porto, che fu edificata lungo via di Roma. Nel 1570 avvenne la solenne traslazione dell'immagine all'interno della basilica: il bassorilievo fu collocato in una cappella laterale, dove ancora oggi è esposta.
Il 16 aprile 1952 Papa Pio XII benedisse la nuova corona aurea donata dall'Arcivescovo ravennate in sostituzione di quella rubata da ignoti due anni prima.
Ogni anno nella Domenica in albis viene celebrata la Festa della Madonna Greca, con una processione che parte dal canale Candiano e termina all'interno della basilica.